# Pecha Kucha

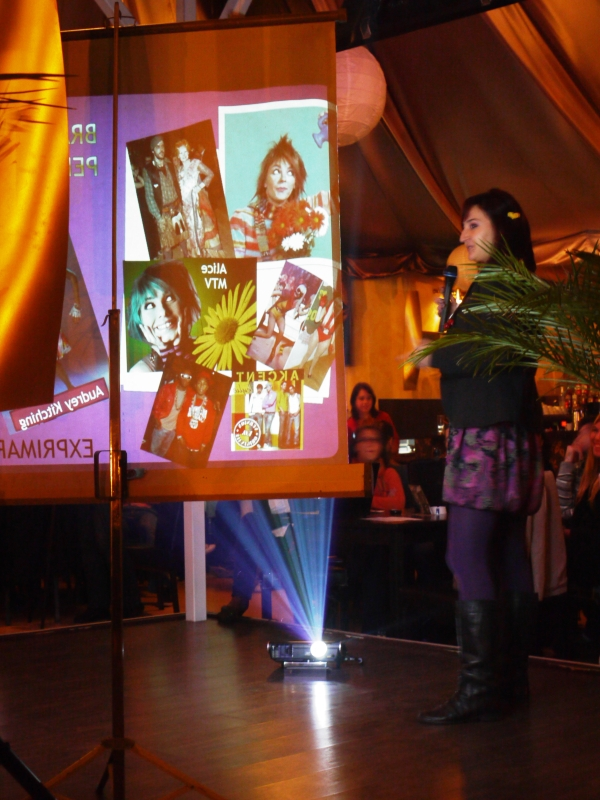
Pecha Kucha-avond in Cluj

Pecha Kucha (ぺちゃくちゃ) is een concept voor het houden van korte, creatieve presentaties. De naam stamt af van een Japans woord voor 'gekeuvel'.

## Vormgeving
Bij een Pecha Kucha-evenement presenteren de deelnemers een diavoorstelling van twintig afbeeldingen in een totale tijd van 6 minuten en 40 seconden. Elke afbeelding wordt precies 20 seconden getoond. Deze eisen dwingen tot creativiteit en het to the point zijn. Er zijn geen inhoudelijke restricties, meestal gaat het om een product of een idee. Een Pecha Kucha-evenement kent doorgaans veertien deelnemers. De deelnemers (en een deel van hun publiek) komen doorgaans uit de wereld van design, architectuur, fotografie, kunst, wetenschap en andere creatieve gebieden.

## Oorsprong
Het concept werd in 2003 bedacht door Astrid Klein, Mark Dytham en Yukinari Hisayama, drie architecten uit Tokio. Het format heeft zich inmiddels wereldwijd verspreid. Het woord moet als een enkel woord worden uitgesproken (petsja-kutsja).